# نیتروسیل‌سولفوریک اسید
نیتروسیل‌سولفوریک اسید (به انگلیسی: Nitrosylsulfuric acid) با فرمول شیمیایی HNO۵S یک ترکیب شیمیایی با شناسه پاب‌کم ۸۲۱۵۷ است. که جرم مولی آن 127.08 g/mol می‌باشد. شکل ظاهری این ترکیب، بلورهای زرد کمرنگ است.